# محاكم الاستئناف الإدارية
محاكم الأستئناف الإدارية في المملكة العربية السعودية، وهي التي يتم عن طريقها الطعن العام في أحكام محاكم الدرجة الأولى بطرح الدعوى من جديد أمام محاكم أعلى بغرض مراجعتها.

## تاريخها
في عام 1428هـ صدر نظام القضاء الجديد بالمرسوم الملكي الكريم رقم م/78 بتاريخ 19 / 9 / 1428هـ، وقد جاء النظام بإضافات نوعية تضمنت إعادة هيكلة الجهاز القضائي، واستحدث النظام المحكمة العليا، ومحاكم الإستئناف، ومحاكم الدرجة الأولى المتخصصة.

## المهام
ويترتب على إعتبار الإستئناف وسيلة لمبدأ التقاضى على درجتين النتيجان التاليتان:
- إن وظيفة الإستئناف لا تقف عند مراقبة صحة الحكم المستأنف، إنما يؤدى إلى إعادة الفصل في القضية من جديد من حيث الوقائع والقواعد الشرعية والنظامية أمام محكمة الدرجة الثانية «الإستئناف».

- الإستئناف هو أحد طرق الطعن العادية في الأحكام، ويخضع بالتالي للقواعد العامة للطعن المتعلقة بحق الطعن أو بإجراءاته.

## التشكيل
تؤلِف كل دائرة منها من ثلاثة قضاة، بإستثناء الدائرة الجزائية التي تنظر في قضايا القتل والقطع والرجم والقصاص في النفس أو فيما دونها فتؤلف من خمسة قضاة

### آلية عمل المحكمة
تباشر أعمالها من خلال دوائر متخصصة، ولا تقل درجة القاضي في محكمة الإستئناف عن درجة قاضي إستئناف، ويكون لكل دائرة رئيس. يسمى رئيس كل دائرة وأعضاؤها بقرار من رئيس محكمة الإستئناف، ويتولى رئيس المحكمة أو من ينيبه من أعضاء المحكمة رئاسة الدائرة عند غياب رئيسها.

### دوائر محاكم الإستئناف
نظرًا لكثرة الدعاوى التي تختص بها محاكم الإستئناف، تشكل بها دوائر متعددة حسب حاجة العمل فيها وتوزع عليها هذه الدعاوى. ويتم ترتيب الدوائر في محاكم الإستئناف وتشكيلها وتحديد الدعاوى التي تنظرها بقرار من المجلس الأعلى للقضاء.
وهكذا نجد دوائر للدعاوى الحقوقية والجزائية والأحوال الشخصية، إذ تعد كل دائرة جزءًا من المحكمة تباشر إختصاصها الذي خوله لها النظام.
ولذا إذا طرحت أمام دائرة دعوى من نصيب دائرة أخرى فإنها لا تقضى فيها بعدم إختصاصها، لأن النظام يعقد الإختصاص للمحكمة كلها، وإنما تأمر فقط بإحالة الدعوى إلى الدائرة المحددة لها، وتسمى هذه إحالة داخلية أو إدارية.

## إختصاصها
تتولى محاكم الإستئناف النظر في الأحكام القابلة للإستئناف الصادرة من محاكم الدرجة الأولى، وتحكم بعد سماع أقوال الخصوم، وفق الإجراءات المقررة في نظام المرافعات الشرعية ونظام الإجراءات الجزائية.
الفصل في طلبات التماس إعادة النظر في الأحكام الصادرة عنها:
- إذا كان الحكم قد بُنِيَ على أوراق ظهر بعد الحكم تزويرها، أو بُنِيَ على شهادة قضي من الجهة المختصة بعد الحكم بأنها شهادة زور.
- إذا حصل الملتمس بعد الحكم على أوراق قاطعة في الدعوى كان قد تعذر عليه إبرازها قبل الحكم.
- إذا وقع من الخصم غش من شأنه التأثير في الحكم.
- إذا قضى الحكم بشيء لم يطلبه الخصوم أو قضى بأكثر مما طلبوه.
- إذا كان منطوق الحكم يناقض بعضه بعضاً.
- إذا كان الحكم غيابياً.
- إذا صدر الحكم على من لم يكن ممثلاً تمثيلاً صحيحاً في الدعوى.

### الأحكام القابلة للإستئناف
- جميع الأحكام القطعية الصادرة في موضوع الدعوى من محاكم الدرجة الأولى.

الأحكام الصادرة قبل الحكم في الموضوع، وهي:
- الحكم الصادر بوقف الدعوى.
- الأحكام الوقتية والمستعجلة.
- الأحكام القابلة للتنفيذ الجبري.
- الأحكام الصادرة بعدم الإختصاص.
- لا يترتب على الإعتراض على الأحكام الوقتية والمستعجلة والأحكام القابلة للتنفيذ الجبري وقف تنفيذها.

### الأحكام غير القابلة للإستئناف
- الأحكام الصادرة في الدعاوى اليسيرة التي يحددها المجلس الأعلى للقضاء.
- الأحكام التي تصدر قبل الفصل في الدعوى ولا تنتهي بها الخصومة كلها أو بعضها .

## ممن يجوز الطعن بالإستئناف
في الدعاوى الحقوقية والتجارية والعمالية والأحوال الشخصية. لا يجوز أن يعترض على الحكم إلا المحكوم عليه، أو من لم يقض له بكل طلباته، ما لم ينص النظام على غير ذلك.

### في الدعاوى الجزائية
لكل من المدعي العام والمحكوم عليه والمدعي بالحق الخاص الإعتراض بطلب الإستئناف على الأحكام والقرارات التي تصدرها محاكم الدرجة الأولى، متى توافرت أحد أسباب الطعن.

### شروط الطعن بالإستئناف
- أن تتوافر للطاعن (المدعي) مصلحة في الطعن.
- أن تتوافر الصفة في كل من الطاعن (المدعي) والمطعون ضده المدعى عليه.
- ألا يكون الطاعن (المدعي) قد قبل الحكم صراحة أو ضمنَا.
- أن يتم رفع الطعن في الميعاد النظامي.
- أن يكون محل الطعن هو الأحكام الصادرة من محاكم الدرجة الأولى القابلة للإستئناف.

### ميعاد الطعن بالإستئناف أو التدقيق
- مدة الإعتراض بطلب الإستئناف أو التدقيق ثلاثون يوماً .
- يستثنى من ذلك الأحكام الصادرة في المسائل المستعجلة فتكون عشرة أيام.

- إذا لم يقدم المعترض إعتراضه خلال هاتين المدتين سقط حقه في طلب الإستئناف أو التدقيق، وعلى الدائرة المختصة تدوين محضر بسقوط حق المعترض عند إنتهاء مدة الإعتراض في ضبط القضية، والتهميش على صك الحكم وسجله بأن الحكم قد إكتسب القطعية.

- إذا كان المحكوم عليه ناظر وقف، أو وصياً، أو ولياً، أو ممثل جهة حكومية ونحوه، ولم يطلب الإستئناف أو طلب الإستئناف أو التدقيق ولم يقدم مذكرة الإعتراض خلال المدة المقررة نظاماً، أو كان المحكوم عليه غائباً وتعذر تبليغه بالحكم، فعلى المحكمة أن ترفع الحكم إلى محكمة الاستئناف لتدقيقه، مهما كان موضوع الحكم.

## الحكم في الإستئناف
تنظر محكمة الإستئناف في طلب الإستئناف أو طلب التدقيق، إستناداً إلى ما في الملف من الأوراق وما يقدمه الخصوم إليها من دفوع أو بيانات جديدة لتأييد أسباب إعتراضهم المقدم في المذكرة وتحكم بعد سماع أقوال الخصوم في طلب الإستئناف أو طلب التدقيق، إذا رأت النظر فيه مرافعة بتأييد الحكم أو نقضه كلياً أو جزئياً وتحكم فيما نُقض. إذا وجدت محكمة الإستئناف أن منطوق الحكم في القضايا التي يتم تدقيقها دون مرافعة موافقاً من حيث نتيجته لأصوله الشرعية أيدته، مع التوجيه بما قد يكون لها من ملحوظات لا تقتضي نقض الحكم، وإذا نقضت الحكم كلياً أو جزئياً، فعليها أن تحكم فيما نقض بعد سماع أقوال الخصوم.
إذا حكمت محكمة الإستئناف بإلغاء حكم محكمة الدرجة الأولى الصادر بعدم الإختصاص، أو بقبول دفع فرعي ترتب عليه منع السير في الدعوى، وجب عليها أن تعيد القضية إلى المحكمة التي أصدرت الحكم للنظر في موضوعها.

## التنازل عن الإستئناف

### في الدعاوى الجزائية
- الأصل أن إستئناف الحكم الجزائي حق عام فليس لأحد أن يتنازل عنه، سواء أكان هو المدعي العام أم المتهم .
- إذا تنازل المدعي العام عن الإستئناف كان إستئنافه صحيحًا لصدوره ممن يملكه، وتنازله عنه باطلاً لصدوره ممن لا يملكه، ومن ثم لا يقيده ولا يقيد المحكمة .
- لا يجوز للمتهم التنازل عن الإستئناف قبل التقرير به، ومثل هذا التنازل لا يقيده ما دام ميعاد الطعن بالإستئناف لا يزال ممتدًا.

### في الدعاوى الحقوقية والتجارية والعمالية والأحوال الشخصية
يجوز قبول تنفيذ حكم محاكم الدرجة الأولى والتنازل عن أصل الحق في إستئنافه، وذلك لأنه متعلق بحق خاص بالخصومة.

## وصلات خارجية
- وزارة العدل